# 黑领鹑雀
黑领鹑雀（学名：Ortygospiza atricollis），是梅花雀科鹑雀属的一种，分布于津巴布韦、科特迪瓦、赞比亚、埃塞俄比亚、斯威士兰、几内亚比绍、厄立特里亚、贝宁、塞内加尔、尼日尔、乍得、马里、安哥拉、索马里、南非、毛里塔尼亚、喀麦隆、纳米比亚、塞拉利昂、加纳、尼日利亚、利比里亚、肯尼亚、坦桑尼亚、刚果民主共和国、博茨瓦纳、几内亚、冈比亚、苏丹、马拉维、布基纳法索、多哥、乌干达、莱索托和莫桑比克。
黑领鹑雀的平均体重约为11.0克。栖息地包括亚热带或热带的（低地）干草原、亚热带或热带的（低地）季节性湿润草原、耕地和湿地。